# Kosierzewo (przystanek kolejowy)
Kosierzewo – zlikwidowany przystanek Sławieńskiej Kolei Powiatowej w Kosierzewie w województwie zachodniopomorskim, w Polsce. Kosierzewo było przystankiem końcowym dla linii ze Sławna. Przebiegała też przez nią linia kolejowa Sławno - Gołogóra. Przystanek został zlikwidowany w kwietniu 1945 roku.